# Renshi
Renshi (jap. 連詩, "povezano pjesništvo") je oblik pjesničke suradnje čiji je pionir Makoto Ōoka 1980-ih. Razvijeni je oblik tradicijskog japanskog oblika renge i renkua, no za razliku od njih ne prianja tradicijskim strikturama duljine, ritma i dikcije. Renshi se obično sastoji od skupine japanskih i inozemnih pjesnika koji surađuju u procesu pisanja na sesijama koje traju nekoliko dana. Pored Ōoke, pjesnici koji su surađivali na renshiju su James Lasdun, Charles Tomlinson, Hiromi Itō, Shuntarō Tanikawa, Jerome Rothenberg, Joseph Stanton, Wing Tek Lum, Karin Kiwus i Mikiro Sasaki.